# I Walk Among You
I Walk Among You je singl izdan u lipnju. 2008. koji spaja priče dva albuma, Framing Armageddon na kojem je pjevao vokal Tim Owens i The Crucible of Man na kojem pjeva Matt Barlow. To je ujedno i prvi uradak nakon povratka jednog od najvećih članova grupe Matta Barlowa čiji su duboki i osjećajni tonovi obilježili početak benda Iced Earth.

## Popis pjesama
1. I Walk Alone
2. Setian Massacre
3. The Clouding
4. A Charge to Keep (ekskluzivna iTunes pjesma)

## Postava
- Jon Schaffer - ritam gitara i prateći vokal
- Matt Barlow - Vokal
- Brent Smedley - Bubnjevi
- Troy Seele - Glavna Gitara
- Freddie Vidales - Bass (sve osim 3. pjesme)
- Dennis Hayes - Bass (na 3.pjesmi)